# Vuelta Abajo

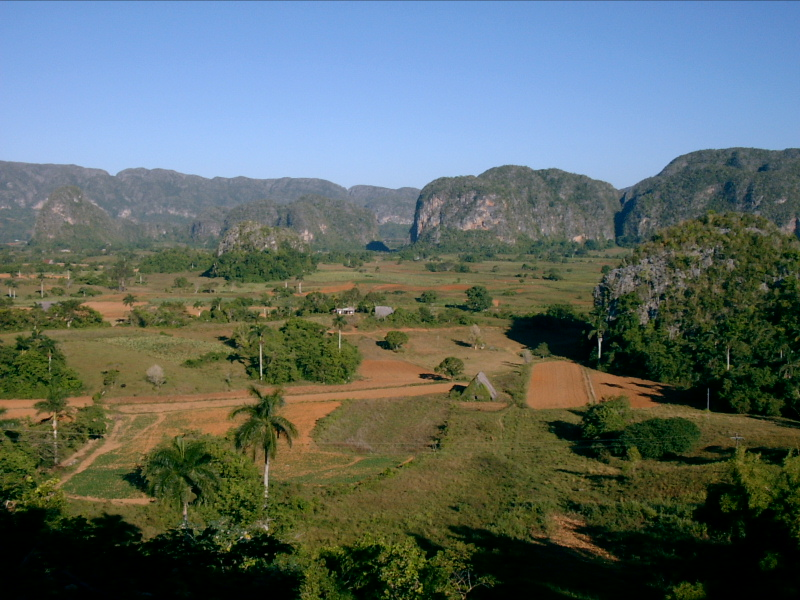
Província de Pinar del Río.

Vuelta Abajo (o Vueltabajo) és una regió de la província de Pinar del Río a l'estat de Cuba. Compren la part més occidental de l'illa, limitada al nord per la Sierra de los Órganos i la Sierra del Rosario. És una de las cinc regions tabaqueres de Cuba.

## Història
L'evolució de la població urbana de la regió de Vuelta Abajo va associada a la de la capital Pinar del Río. Fundada per Melchor Rojas l'any 1571, al començament només era un corral de l'explotació ramadera de San Felipe (al costat d'altres corrales com Cangre, Guamà i Cabezas). L'any 1600 s'hi va fundar una ermita que esdevingué parròquia el 1710.
L'inici del progrés econòmic el va determinar el nou governador de Cuba, Felipe Fonsdeviela (marquès de la Torre), en establir la jurisdicció de la Nueva Filipina amb capital a Pinar del Río.

## Geografia
La denominació popular designava amb el nom de Vuelta-abajo les terres que quedaven a l'oest del meridià de La Habana. Posteriorment el terme es va identificar amb la jurisdicció de Nueva-Filipina (Pinar del Río). Actualment Vuelta Abajo és una part de la província de Pinar del Río.

## Conreu del tabac
| «                                                               | Hijo. — ¿En qué parte de la Isla se coge el mejor tabaco? Labrador. — En la Vuelta-Abajo. Hijo. — ¿Por qué? Labrador. — Porqué la tierra es muy suelta, arenosa, delgada y amulatada; la del fondo es igual a la de arriba. En otras partes de la Isla hay tierra de esta clase, pero es solo una pequeña capa en la superficie, teniendo el fondo de clase distinta, pues a la media vara poco más ó menos se encuentra barro amarillo o blanco y muchas veces perdigón. | » |
| — Cartilla rústica. Diálogo entre un labrador y su hijo (1841). | |   |

El conreu del tabac és el que va donar fama mundial a Vuelta Abajo. Les característiques del terreny i el clima permetien la producció d'una matèria primera excepcional. Les plantes de tabac es cultivaven en explotacions anomenades “vegas”, en zones planes i fèrtils al costat dels rius. Les inversions inicials eren molt més baixes que les que calien per a altres conreus (per a produir sucre s'havia de comprar un giny, i tirar endavant un trepig resultava molt car). Des del repoblament i repartiment de terres de 1702, ambdues accions promogudes pel governador i capità general (Felipe Fons de Viela), la producció de tabac s'incrementà fins a esdevenir la segona font econòmica de l'illa de Cuba.

### Estadístiques
Les collites de tabac dels anys 2017 i 2018 superaren les 300.000 tones. El 2018 es confeccionaren uns 300 milions de cigars ("cigarros puros"), amb unes exportacions d'uns 100 milions d'unitats. Per a la temporada 2019-2020 hi ha la previsió de plantar unes 20.000 hectàrees. La producció de tabac de Pinar del Río representa un 65 % de la total de Cuba.

### Fama mundial
| «                           | Sabido es generalmente que los terrenos situados al Oeste del meridiano de la Habana, conocidos bajo la denominación provincial de Vuelta de abajo, producen el tabaco mejor del mundo, por la belleza del color, lo grato del aroma, la suavidad de la hoja y su facilidad de arder. | » |
| — Ramon de la Sagra (1836). | |   |

Les diferents varietats de tabac produïdes a Vuelta Abajo assoliren una fama, reconeguda mundialment, que encara mantenen. Entre els productes elaborats, els cigars s'emporten la palma i són objecte del desig d'aquelles persones fumadores que es poden permetre pagar els preus més alts.

### Participació catalana
La història del tabac a Vuelta Abajo hauria estat molt diferent sense la presència activa d'alguns catalans il·lustres: Joan Conill i Pi, Jaume Partagàs i Ravell, Josep Gener i Batet, Prudenci Rabell i Pubill… Des del punt de vista qualitatiu i quantitatiu.

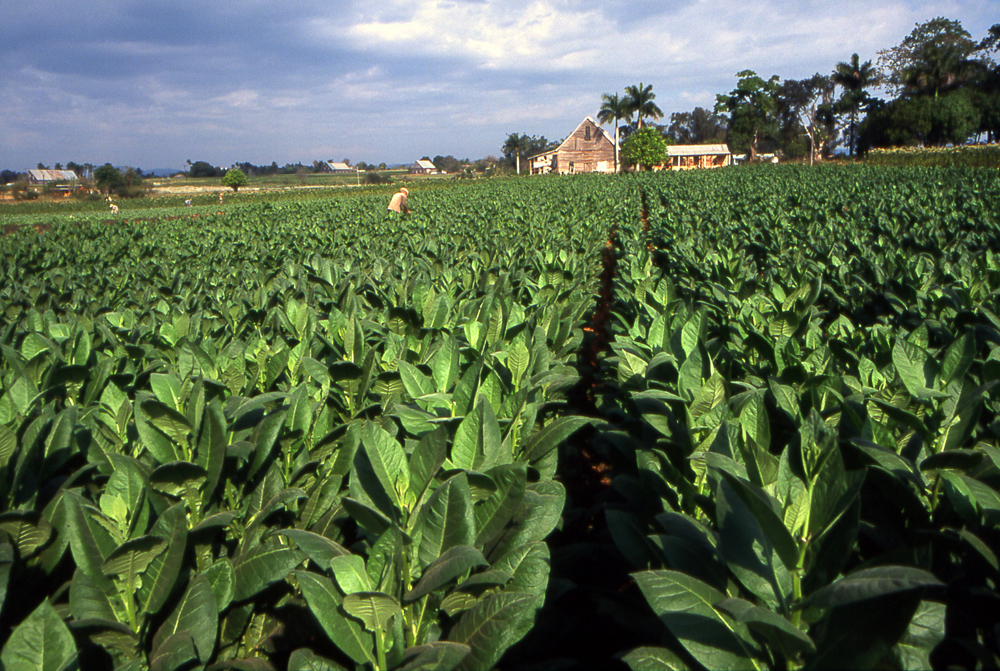
Plantació de tabac
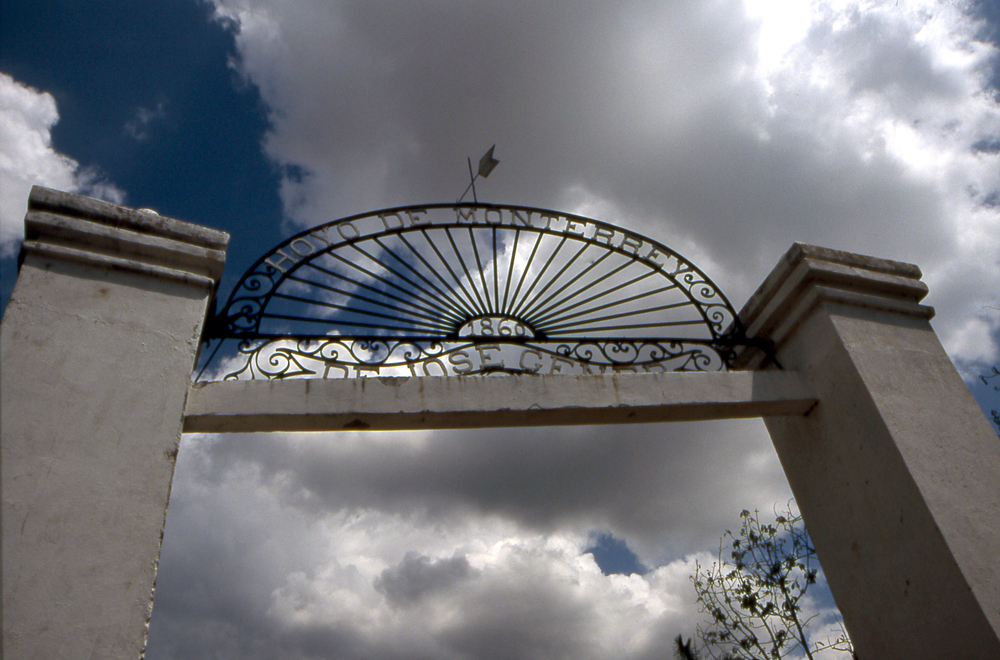
Porta de la “vega” Hoyo de Monterrey. L'arc forjat indica el nom de la finca, el del propietari i l'any: Hoyo de Monterrey. José Gener. 1860.